# Qasr Kharana

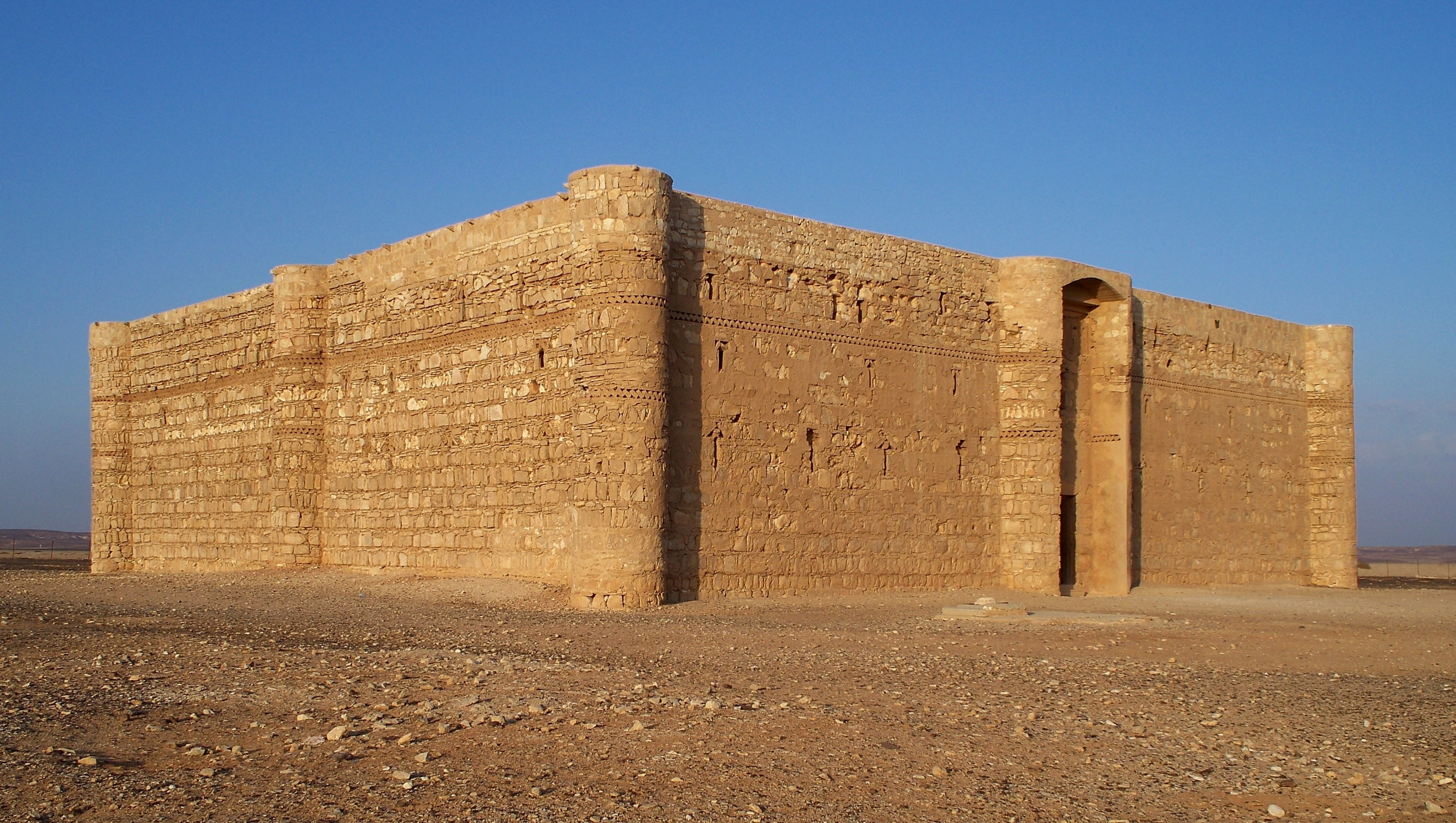
Süd- und Westansicht

Qasr Kharana (arabisch قصر خرّانة, DMG Qaṣr Ḫarrāna), bisweilen auch als Qasr al-Harrana, Qasr al-Kharanah, Kharaneh oder Hraneh bezeichnet, ist das bekannteste und eines der besterhaltenen Wüstenschlösser Jordaniens, einer Anzahl von kleinen Kastellen und Festungen, die im östlichen Teil des Landes verstreut zu finden sind. Sein Standort befindet sich etwa 60 km östlich der Hauptstadt Amman und in relativer Nähe zur saudi-arabischen Grenze im Gouvernement Amman. Aufgrund der sichtbaren Einflüsse sassanidischer Architektur zusammen mit einigen Graffiti in einem der oberen Räume ist zu vermuten, dass es bereits im späteren 7. Jahrhundert erbaut wurde. Es ist somit eines der frühesten Beispiele für die Islamische Architektur in dieser Region.
Die ursprüngliche Nutzung der Anlage ist bis heute unklar. Da die innere Anordnung des Gebäudes auf keine militärische Verwendung hindeutet, ist der aufgrund seiner äußeren Erscheinung naheliegende Begriff „Burg“ für dieses Bauwerk keine zutreffende Bezeichnung. Zwar finden sich entlang seiner Außenmauern Schlitze, die an Schießscharten erinnern mögen, sie wurden jedoch mit Bestimmtheit nicht für einen solchen Zweck vorgesehen. Der Bau könnte dagegen eine Karawanserei oder ein Rastplatz für Händler gewesen sein, allerdings fehlt hierfür eine Wasserquelle, die sich gewöhnlich in der Nähe solcher Anlagen befinden müsste. Zudem liegt das Qasr Kharana auf keiner der wichtigen Handelsrouten dieser Region.
Unabhängig von seinem ursprünglichen Gebrauch ist das Bauwerk sehr gut erhalten. Da es nicht weit von Amman entfernt ist und direkt an einer Hauptverkehrsstraße liegt, ist es eines der am meisten besuchten Kastelle der jordanischen Wüste. Der Archäologe Stephen Urice befasste sich im Rahmen seiner Doktorarbeit mit dem Qasr Kharana und veröffentlichte seine Erkenntnisse später in einem Buch. Basierend auf seinen Studien war es in den späten 1970ern möglich, die zerfallenen und verwitterten Abschnitte des Gebäudes zu restaurieren.

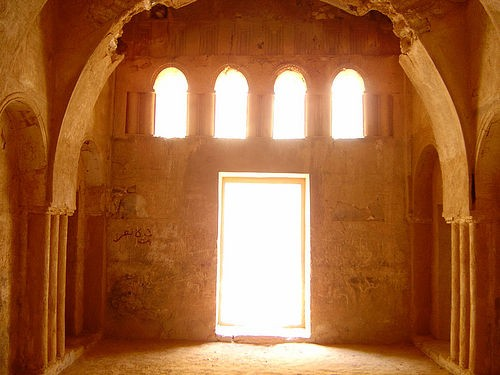
Innenansicht

## Standort und Aufbau
Das Wüstenschloss Qasr Kharana liegt südlich des Highway 40, auf einer der wichtigen Verbindungen, die Amman mit der Ortschaft Azraq, der saudi-arabischen Grenze und den entlegenen Gebieten des östlichen Jordaniens sowie mit dem Irak verbindet. Das Bauwerk wurde auf einer leichten Erhöhung errichtet, die es 15 m über die sie umgebende Wüste erhebt, weshalb der Bau ringsumher bereits von weitem zu sehen ist.
Ein unbefestigter Fahrweg führt von der Hauptstraße zu einem Schotterplatz südlich des Eingangs, der groß genug ist, um einige Autos und mehrere Busse aufzunehmen. Das Areal ist an seinem südöstlichen Eckabschnitt eingezäunt. Hier befindet sich der Hauptzugang in die Anlage, an den sich ein Besucherzentrum anschließt.
Das Bauwerk nimmt eine Grundfläche von 1225 m² in Anspruch. Sein Grundriss ist quadratisch mit einer Seitenlänge von 35 m, wobei die Ecken mit kleinen vorspringenden runden Türmen versehen sind. An seiner Südfassade befindet sich das Haupttor, der einzige Zugang zur Anlage. Der zentral gelegene Eingang ist in zwei hervorstehenden, halbrunden Strebepfeilern eingefasst, die oben durch einen weiten Bogen verbunden sind, der somit das Einlasstor überdacht.

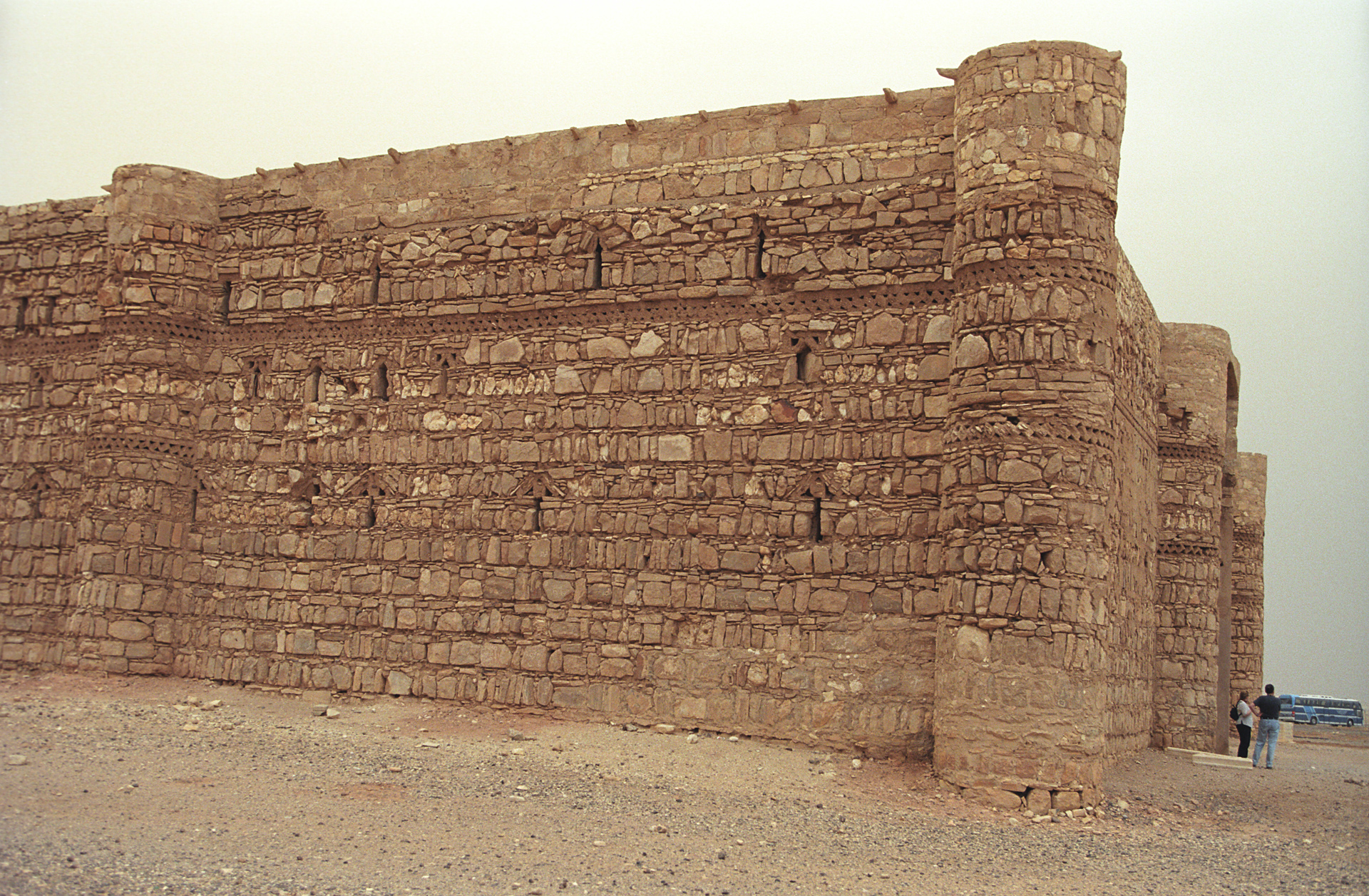
Außenmauer aus rauen Kalksteinblöcken mit dekorativer Ornamentbahn

Die Mauern bestehen aus rauen Kalksteinblöcken, die durch einen auf Schlamm basierendem Mörtel zusammengehalten werden. Eine dekorative Ornamentbahn aus flachen Steinen, die ein Zick-Zack-Muster ausbilden, verläuft entlang des oberen Drittels der Außenmauern.
Der Bau bestand ursprünglich aus insgesamt 60 Räumen, die sich auf zwei Stockwerken um einen zentralen Sahn anordnen, in dessen Mitte ein Houz, ein Regenwasserbecken, angelegt wurde. Zwei gewölbte Kammern, die wohl als Ställe und Lagerräume fungiert haben, rahmen die Eingangshalle des Qasr auf beiden Seiten ein. Der Gang endet in einem zentralen Innenhof, an den an drei Seiten die Räume im Erdgeschoss grenzen. Alle Räume sind in so genannten Bayts gruppiert, welche in sich abgeschlossene Einheiten darstellen, die aus einer zentralen Halle bestehen, welche rechts und links von jeweils zwei Zimmern flankiert sind, die sich zu der zentralen Halle hin öffnen. Viele der Zimmer haben kleine Schlitze, die das Licht in den Raum lassen und die Belüftung unterstützen. Die Räumlichkeiten im zweiten Stock enthalten fast alle dekorative Details und sind mit schmückenden Pilastern, mit auffälligen Stuckornamenten, Medaillons oder mit aus Hochbrandgips gefertigten Blendnischen versehen. Durch einige Graffiti in einem der oberen Räume kann der Bau des Gebäudes auf die Zeit vor 710 datiert werden.

## Baustil

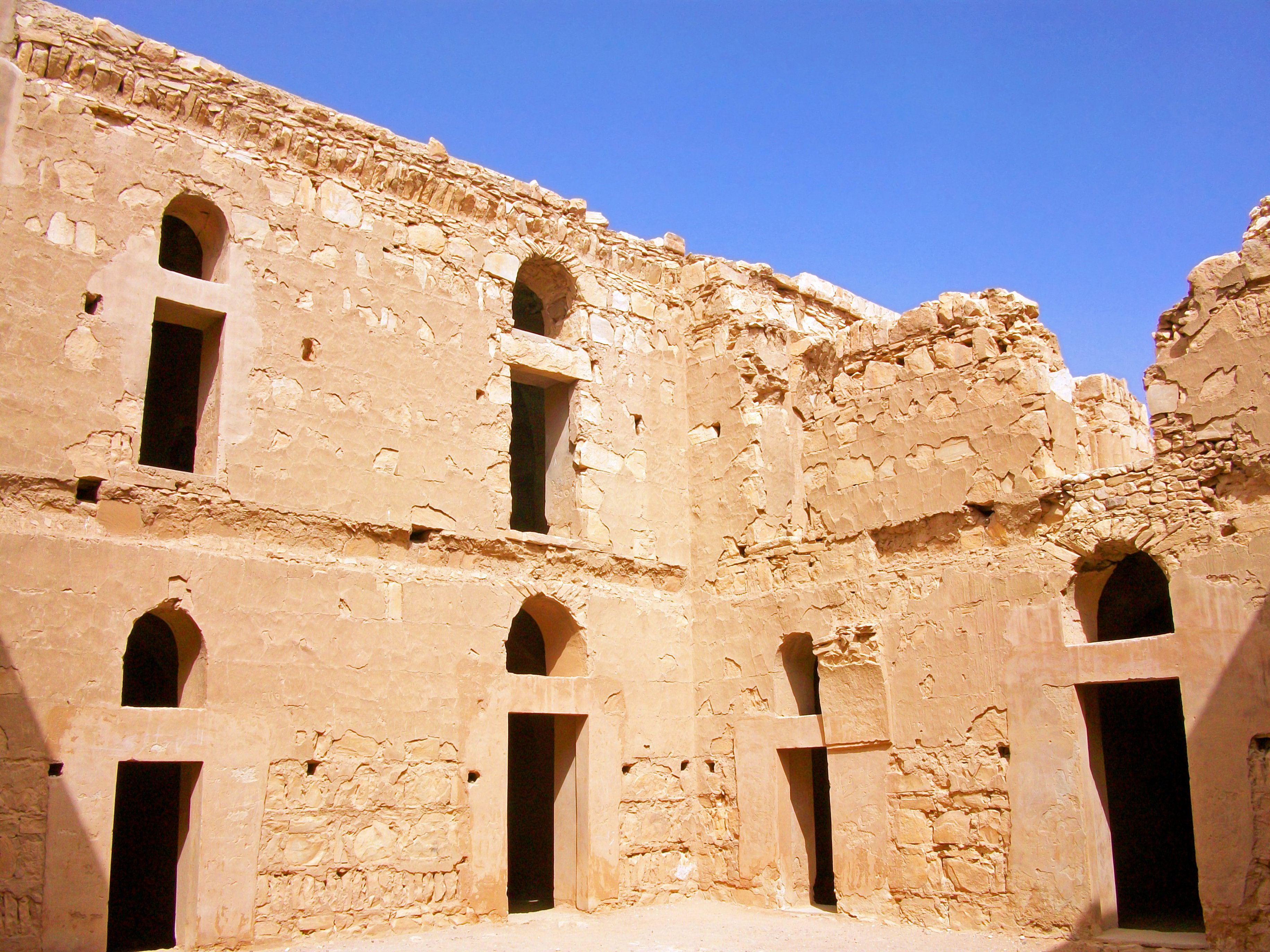
Innenhof

Das Qasr Kharana kombiniert verschiedene regionale Architekturelemente mit solchen, die durch die damals neue Religion des Islam beeinflusst wurden, was schließlich zu einem neuen, eigenständig zu betrachtenden Stil führte. Die Gestalt des Kastells ist von syrischen Architekturelementen bestimmt, die aber mittels sassanidischer Bautechniken umgesetzt wurden. Nicht auszuschließen ist daher, dass das Gebäude bereits um 620 errichtet wurde, als die persischen Sassaniden das Gebiet kontrollierten; als wahrscheinlicher gilt aber, dass es in umayyadischer Zeit unter Heranziehung persischer Handwerker erbaut wurde.
So ist der Aufbau des Qasr von der Konzeption syrischer Häuser inspiriert, die selbst wiederum von der spätantiken und römischen Architektur beeinflusst wurden. Dies wird zum Beispiel durch die Aufteilung der Zimmer ersichtlich, die jeweils um einen großen Prachtraum angeordnet sind und welche wiederum, wie das gesamte Gebäude, um den zentralen Hof arrangiert wurden. Wie bei anderen Gebäuden, die eine sassanidische Bauart aufweisen, wird die Struktur des Gebäudesystems durch Gurtbögen unterstützt, die von einem Tonnengewölbe getragen werden.
An den Seiten war es notwendig, die Bautechniken geringfügig zu ändern. Die Bögen sind hier nicht mit der durchgehenden Wand verbunden, stattdessen wurden sie auf lagernden Armen platziert. Diese Elemente werden durch das Gesamtgewicht der Konstruktion zusammengehalten. Einige neuere Baumaterialien wie Holzstürze wurden offenbar verwendet, um das Gebäude flexibler und widerstandsfähiger gegen Erdbeben zu machen.
Es muss einmal an allen Seiten steinerne Zugänge zu den oberen Stockwerken gegeben haben, wie sie noch im Inneren des Palastes an der Ost- und Westseite des Hofs zu sehen sind. Auch in der Süd- und Nordseite sind Einfassungen an den Wänden zu entdecken, die darauf hindeuten, dass einmal zwei Holzdächer existiert haben müssen.
In den Räumen setzte man die islamischen Vorstellungen von öffentlicher Zugänglichkeit bei ausreichender Privatsphäre durch schmale Schlitze um, die einen Blick nach (und von) außen gewähren. Zudem wurden größere Fenster an der Innenseite eingebaut und eine nördliche Terrasse konzipiert, die die beiden Wohnungen voneinander trennt. Auf der Südseite war ein Zimmer abgelegen angeordnet, da man es für Gebete (Salāt) vorsah.
Die Schlitze in der Mauer muten wie Schießscharten an, waren jedoch für Bogenschützen unbrauchbar, da sie hierfür viel zu hoch angelegt sind und eine ungünstige Form besitzen. Stattdessen dienten sie dazu, das Staubaufkommen und den Lichteinfall zu regulieren; vor allem aber entsprechen sie den beiden vorherrschenden Windrichtungen: Die Zimmer wurden durch Unterschiede des Luftdrucks und dem daraus resultierenden Venturi-Effekt kühl gehalten.

## Geschichte

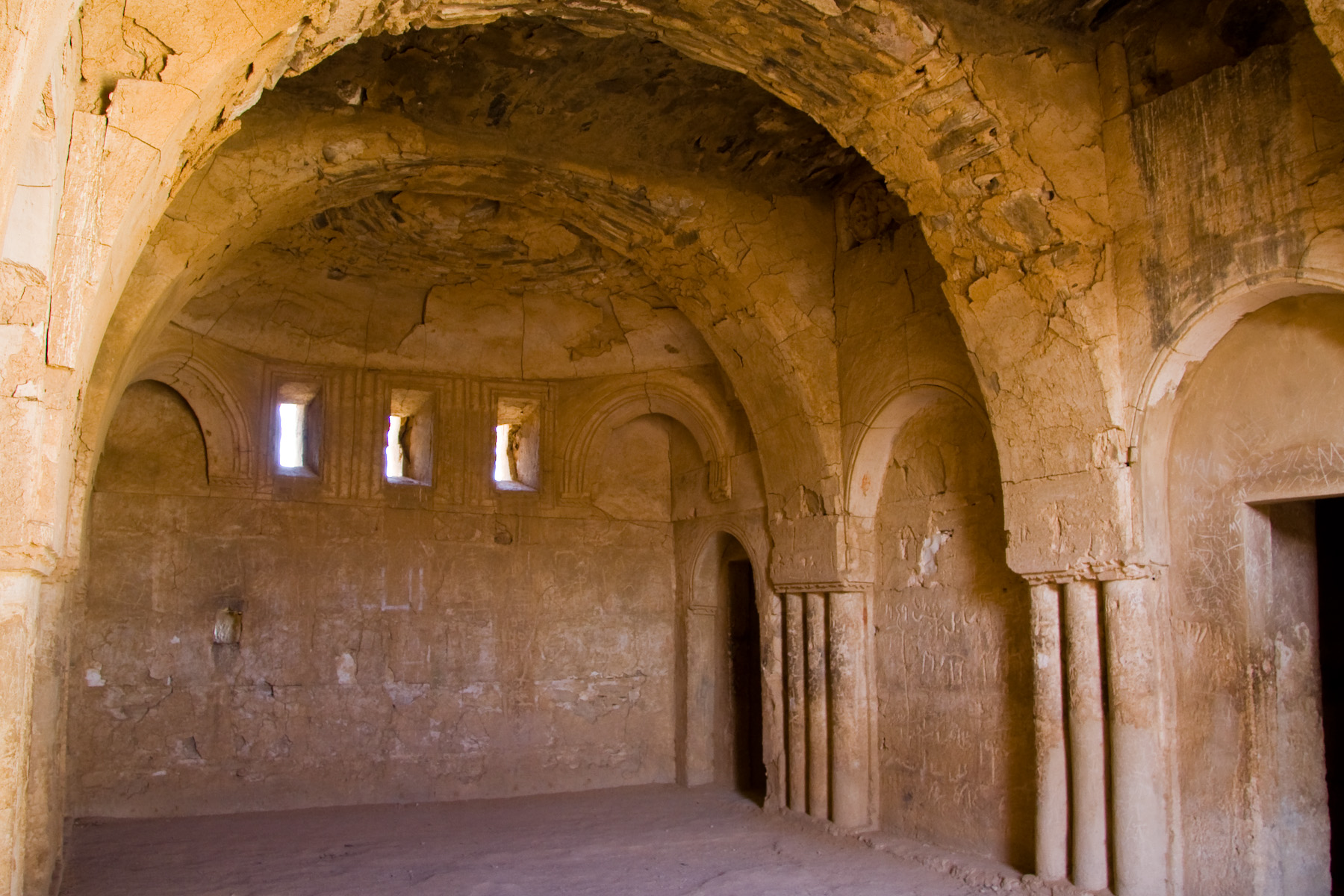
Im Innenraum zeigen sich deutliche sassanidische Einflüsse.

Das Wüstenschloss wurde wahrscheinlich während der Herrschaft der Umayyaden-Dynastie, spätestens in der Regierungszeit des Kalifen Al-Walid I. erbaut, die in der Zeit zwischen 705 und 715 lag. Gemäß Stephen Urice ist die Erbauung sogar noch früher zu datieren und dürfte in den Jahren zwischen 661 und 684 gelegen haben, der Anfangszeit der Dynastie. Darauf lassen Stuckarbeiten schließen, die typisch waren für die Dekoration der Sassanidischen Baukunst und sich von allen anderen Bauten der Umayyaden, die auf spätere Perioden datiert werden, unterscheiden. (Das Sassanidenreich war 651 untergegangen, seine Kultur übte aber erheblichen Einfluss auf den frühen Islam aus.) Das Qasr Kharana ist somit ein wichtiges Beispiel für die frühe Islamische Kunst und Islamische Architektur. Eine Datierung in spätsassanidische Zeit ist nicht ausgeschlossen, aber unwahrscheinlich.
In einem Raum im oberen Stockwerk wurde eine Inschrift in der Schrift der Umayyaden hinterlassen, die auf den Kalifen Al-Walid I. verweist. Aus ihnen lassen sich Hinweise auf die Entstehungszeit dieses Gebäudeabschnitts ableiten und diese geben einen Anhaltspunkt darauf, dass dieser Raum möglicherweise als Gästehaus genutzt wurde. Aufgrund der ungewöhnlichen Art der Datierung ist die Echtheit der Inschrift allerdings umstritten.
Das Qasr Kharana kann einer Vielzahl an nichtmilitärischen, landwirtschaftlichen und/oder kommerziellen Agenden gedient haben, wie andere Prachtbauten der Umayyad in Großsyrien. Aufgrund der eingeschränkten Wasserversorgung ist es wahrscheinlich, dass das Qasr Kharana nur für eine vorübergehende Nutzung vorgesehen war. Dabei gibt es verschiedene Theorien über die Funktion der Anlage, die als Festung, als Treffpunkt für Beduinen (untereinander oder mit dem Statthalter der Ummayyad) oder als Karawanserei genutzt wurde. Letzteres ist unwahrscheinlich, da es nicht direkt auf einer der großen Handelsroute dieser Zeit lag; zudem fehlt eine Quelle oder ein Brunnen, was notwendig gewesen wäre, um große Herden von Kamelen versorgen zu können.
In den folgenden Jahrhunderten wurde der Komplex verlassen und vernachlässigt. Zudem hinterließen mehrere Erdbeben Schäden an der Gebäudestruktur. So haben sich viele Risse derart erweitert, dass die West- und Südmauer vom Rest des Gebäudes isoliert wurde. Der österreichische Geograph Alois Musil entdeckte das Wüstenschloss schließlich im Jahr 1901 wieder, aber erst in den späten 1970er Jahren wurden umfangreiche Restaurierungsmaßnahmen an dem Gebäude durchgeführt. Während der Sanierung kam es zu einigen Veränderungen; so wurde eine Tür in der Ostwand verschlossen und in einigen Abschnitten wurden Zement- und Gipsmischungen verwendet, die nicht zu den ursprünglich verbauten Materialien passten. Der Archäologe Stephen Urice beschäftigte sich zwischen 1977 und 1981 mit dem Gebäude und trug beratend zu den Umbauarbeiten am Qasr Kharana bei, die zwischen 1976 und 1979 durchgeführt wurden. Anschließend verfasste er zu diesem Thema seine Doktorarbeit und veröffentlichte diese im Jahr 1987 als Buch unter dem Titel Qasr Kharana in the Transjordan.

## Gegenwärtiger Zustand
Das Gelände ist heute der Zuständigkeit und der Gerichtsbarkeit des jordanischen Ministeriums für Altertümer unterstellt. Das königliche Ministerium für Tourismus ist für das neue Besucherzentrum zuständig und kontrolliert den Zugang zu dem Bauwerk. Der Besuch ist eintrittspflichtig.

## Umgebung
In Sichtweite von Qasr Kharana gibt es ein etwa 2 Hektar großes Gelände mit Fundstellen aus dem Epipaläolithikum. Bei der Grabung in Kharaneh IV wurden 20.000 Jahre alte Siedlungsstrukturen freigelegt.